# Velika loža "Ljubav bližnjega"
Velika loža "Ljubav bližnjega" bila je slobodnozidarska velika loža koja je djelovala u razdoblju od 1918. do 1919. godine na području današnje Hrvatske, u vrijeme političkih i državnih previranja. Tijekom njezina kratkog postojanja, prostor njezina djelovanja obuhvaćao je tri različite državne formacije: Austro-Ugarska (1918.), Država Slovenaca, Hrvata i Srba (1918.) i Kraljevina Srba, Hrvata i Slovenaca (1918. – 1919.).
Ovu veliku ložu su 1918. godine osnovale hrvatske lože koje su dotad djelovale pod okriljem Velike simboličke lože Ugarske. Njezino djelovanje prestaje manje od godinu dana kasnije, kada njezine članice sudjeluju u osnivanju Velike lože Srba, Hrvata i Slovenaca "Jugoslavija".

## Povijest
Početkom 1910-ih godina u Trojednoj Kraljevini Hrvatska, Slavonija i Dalmacija djelovalo je nekoliko loža slobodnih zidara pod zaštitom Velike simboličke lože Ugarske. Loža "Ljubav bližnjega" utemeljena je 1881. godine u Sisku, a od 1904. godine radi u Zagrebu. Godine 1912. utemeljena je Loža "Budnost" u Osijeku. Loža "Maksimilijan Vrhovac" utemeljena je početkom 1913. godine u Zagrebu. U ove tri lože je u prosincu 1913. godine bilo 103 člana.
Početkom Velikog rata rad u zagrebačkim ložama se privremeno obustavlja. Loža "Ljubav bližnjega" sa svojim radom kreće već 18. siječnja 1915. godine. Loža "Maksimilijan Vrhovac" mirovala je do jeseni 1917. godine.
Loža "Ljubav bližnjega" je 29. kolovoza 1918. godine promijenila je pravila, kako bi mogla uspostaviti veliku ili barem provincijalnu ložu. Veliki majstor Velike simboličke lože Ugarske pristao je da se utemelji Provincijalna velika loža Hrvatske. Dva mjeseca kasnije, 24. studenoga, Povjereništvo Narodnog vijeća za unutarnje poslove Hrvatske i Slavonije odobrilo je utemeljenje Velike lože "Ljubav bližnjega".
Nakon raspada Austro-Ugarske i formiranjem Kraljevine Srba, Hrvata i Slovenaca nastaju okolnosti u kojima se slobodno zidarstvo na teritoriju današnje Hrvatske može brže razvijati.
Velika loža "Ljubav bližnjega" 11. siječnja 1919. godine postaje Matica Velika loža "Ljubav bližnjega". Kod donošenja ove odluke bilo je mnogo nesporazuma između Slavena i neslavena, jugoslavenski orijentiranih članova i nacionalno orijentiranih Hrvata kao i oko židovskih članova. Dio članova zatražio je istupio zbog utemeljenja dviju novih loža, "Grof Ivan Drašković" i "Jednakost". Tako je nova Loža "Grof Ivan Drašković" utemeljena 28. veljače iste godine, dok Loža "Jednakost" nije nikada utemeljena.
Početkom 1919. godine iz Beograda dolazi inicijativa za formiranjem jedinstvene velike lože koja bi djelovala na prostoru Kraljevine SHS sa sjedištem u Beogradu. Skupština svih loža na prostoru Kraljevine, koja je proglasila Veliku ložu Srba, Hrvata i Slovenaca "Jugoslavija", održana je u Zagrebu 9. lipnja 1919. godine. Pod zaštitom Velike lože SHS "Jugoslavija" prešle su hrvatske lože "Maksimilijan Vrhovac" i "Grof Ivan Drašković" iz Zagreba i "Budnost" iz Osijeka, kao i tri beogradske lože. Budući da je Skupština prihvatila odvajanje spomenutih šest loža od dosadašnjih velikih loža odlučeno je da se 1. srpnja 1919. godine Velika loža "Ljubav bližnjega" likvidira.
Loža "Ljubav bližnjega" ponovo započinje s radom 1926. godine a sljedeće, 1927., godine još s dvije zagrebačke lože formirat će Veliku simboličku ložu "Libertas".

## Ustroj
Sjedište Velike lože "Ljubav bližnjega" bilo je u Zagrebu.
Veliki majstor je bio Adolf Mihalić.
Lože u sastavu ove velike lože bile su:
- Loža "Ljubav bližnjega", Zagreb
- Loža "Budnost", Osijek – nosila naziv po osječkoj loži utemeljenoj 1773. godine.
- Loža "Maksimilijan Vrhovac", Zagreb – nosila naziv po zagrebačkom biskupu i slobodnom zidaru Maksimilijanu Vrhovcu.
- Loža "Grof Ivan Drašković", Zagreb – nosila naziv po grofu Ivanu VIII. Draškoviću, utemeljištelju i prvom velikom majstoru Velike pokrajinske lože Hrvatske.

Primarni obred Velike lože "Ljubav bližnjega" bio je Ivanovski obred (preuzet od Velike simboličke lože Ugarske) po kojem su radili samo sa simboličkim stupnjevima plave lože (učenik, pomoćnik i majstor) dok radova na visokim stupnjevima nije bilo.

## Spomen i baština
Loža "Grof Ivan Drašković" u Zagrebu osnovana je 1996. godine pod zaštitom Velike lože Austrije, a od 1997. godine prelazi pod zaštitu Velike lože Hrvatske. Velika loža Hrvatske osnovala je Ložu "Maksimilijan Vrhovac" 2014. godine u Zagrebu kao i Ložu "Budnost" u Osijeku nekoliko godina kasnije. Godine 2024. osnovana je i Loža "Ljubav bližnjega".